# Разборе–К. о. Пољане
Разборе-К. о. Пољане (словен. Razbore–K. o. Poljane) је некадашње насељено место у општини Шмартно при Литији, Средњесловенска регија, Словенија.

## Историја
До територијалне реорганизације у Словенији били су у саставу старе општине Литија. До 2013. године, представљао је део насеља Разборе, које је административним границама било подељено на два насеља: Разборе (Требње) и Разборе-катастарска општина Пољане (Шмартно при Литији). Године 2013. године насеље је укинуто и припојено насељу Горњи Врх, а други део насеља у општини Требње губи назив суфиксног дела и наставља да постоји као самостално насеље под именом Разборе.

## Становништво
| Број становника према пописима | Број становника према пописима | Број становника према пописима |
| ------------------------------ | ------------------------------ | ------------------------------ |
| 1991                           | 2002                           | 2011                           |
| 0                              | 0                              | 0                              |

Напомена: Године 2013. године је укинут и припојен селу Горњи Врх.